# Charlotte Pass
Charlotte Pass est une station de ski dans le sud des Snowy Mountains en Nouvelle-Galles du Sud, Australie, dans le comté de la Snowy River et le parc national du Kosciuszko. Charlotte Pass est situé à proximité de la ville de Jindabyne. L'accès des véhicules d'hiver est par transport sur neige de Perisher[pas clair].
À 1760 m, c'est le plus haut village en Australie et il y a des pistes pour des novices aux skieurs avancés. Le point culminant du Charlotte Pass se trouve à 1 964 mètres d'altitude. Charlotte Pass est une base pour l'exploration de la région de mont Kosciuszko, la plus haute montagne de l'Australie (2 228 m). Le bâtiment principal du village est le Kosciuszko Chalet, construit en 1938.
C'est à cet endroit qu'a été mesurée la température la plus basse pour le continent océanien : -23 °C, le 29 juin 1994,.

## Références

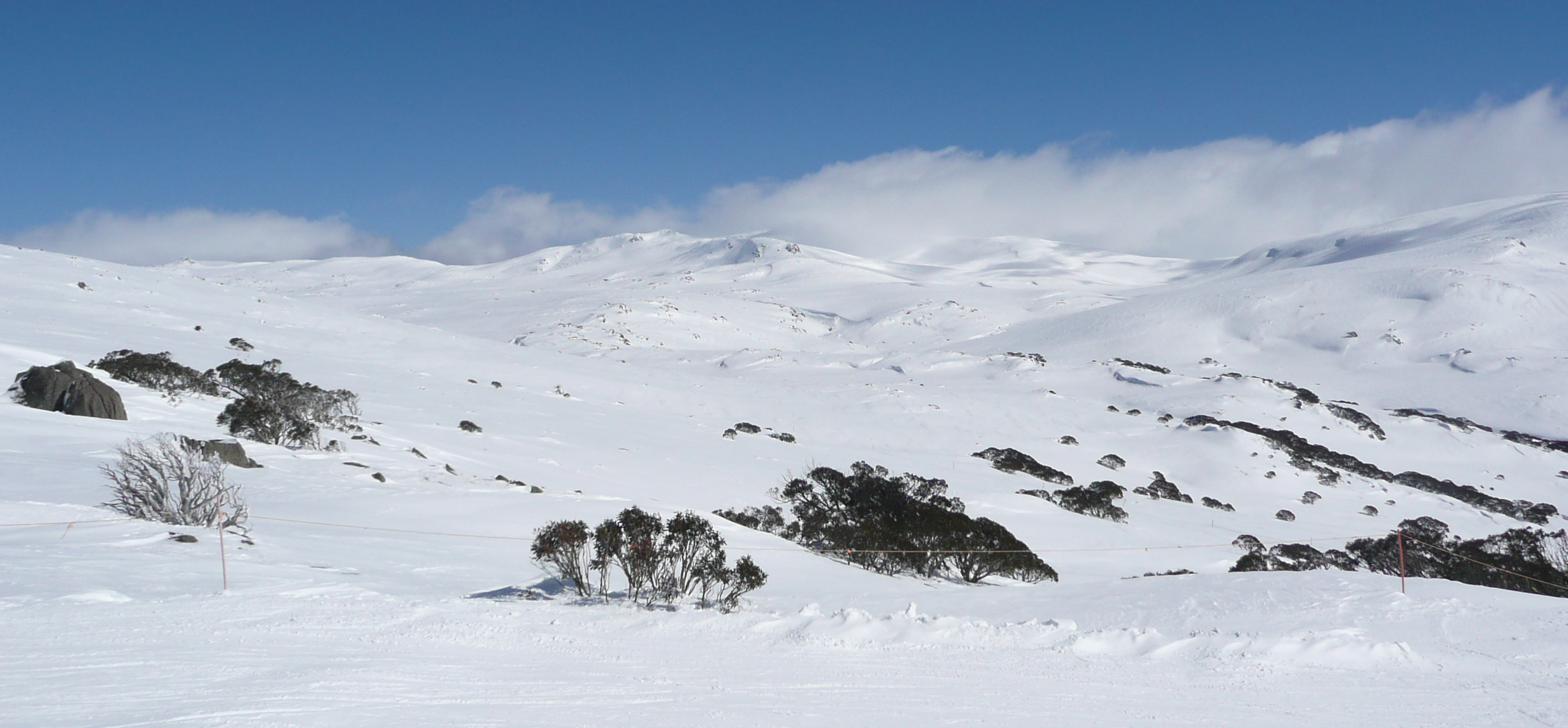
Vers mont Kosciuszko du Kangaroo Ridge Télésiège Triple.